# Гімлеон
Гімлеон (швед. Himleån) — мала річка на півдні Швеції, у лені Галланд. Впадає у протоку Каттегат. Довжина річки становить 38 км, площа басейну за різними даними — 201,3 — 208 км², середня річна витрата води — 2,7 м³/с, мінімальна витрата води на день — 0,06 м³/с.

## Географія
Річка Гімлеон бере початок від озера Лілла-Нетен (швед. Lilla Neten), що розташоване на висоті 77 м над рівнем моря й має площу 0,375 км², середню глибину — 5 м, максимальну глибину — 15 м. У верхів'ях річки Гімлеон розташоване також озеро Стура-Нетен (швед. Stora Netenn), що поєднане з озером Лілла-Нетен і має площу 2,9 км², середню глибину — 21,5 м, максимальну глибину — 57 м. Річка тече зі сходу на захід, впадає у протоку Каттегат. Біля гирла річки, на лівому березі, лежить місто Варберг.
Більшу частину басейну річки займають сільськогосподарські угіддя й не вкриті лісом території — 50 % площі басейну. На ліси припадає 36,5 % площі басейну, на озера — 2,8 %.